# Jean Toomer
Jean Toomer, punog imena Nathan Pinchback Toomer (Washington D.C., 26. prosinca 1894. – Doylestown, Pennsylvania, 30. ožujka 1967.), bio je američki pjesnik i prozaist iz struje modernizma i Harlemske renesanse, iako je potonje odbijao. Poznat je po svome romanu Cane ('Trska', 1923.), koji je napisao tijekom i nakon svoga zaposlenja za ravnatelja crnačke škole u Sparti, u Georgiji. Roman isprepliće priče šestoro žena uz naizgled autobiografsku poveznicu. Toomer se opirao ideji da njegov rad pripada »crnačkoj« književnosti, a umjesto toga smatrao se »američkim« književnikom. Toomer je više od desetljeća bio utjecajan sljedbenik i predstavnik duhovnog vođe Georgija Gurdjieva.
Nakon objave svojeg prvog romana, Toomer je stvarao poeziju, kratke priče i eseje. Njegova prva supruga umrla je nedugo poslije smrti njihove kćeri. Poslije 1934., za svojega drugog braka, Toomer je s obitelji odselio iz New Yorka u Doylestown, u Pennsylvaniji, gdje se pridružio Društvu prijatelja (tzv. Kvekerima) i povukao iz javnosti. Njegovi rukopisi čuvaju se u Beinecke Rare Book Library u Sveučilištu Yale.

## Nasljeđe i arhiv
Toomerova djela i neobjavljeni rukopisi čuvaju se u knjižnici Beinecke u Sveučilištu Yale.
Kada je roman Cane ponovno objavljen 1969. godine, kritičari su ga prozvali »klasikom crnačke književnosti«, što je pobudilo interes za Toomerova djela. Otad je objavljeno više kolekcija njegove poezije i eseja, a ponovno mu je objavljeno i djelo Essentials, koje je isprva bilo samoizdato 1931. godine i uključivalo »Gurdjievovske aforizme«.
Godine 2002. Toomer je izabran u Kuću slavnih pisaca Georgije.

## Djela
- Cane ('Trska'), 1923.
- Problems of civilization ('Problemi civilizacije'), 1929.
- Essentials: Definitions and Aphorisms ('Osnove: definicije i aforizmi'), 1931.
- An Interpretation of Friends Worship ('Interpretacija službe Prijatelja'), 1947.
- The Flavor of Man ('Okus čovječanstva'), 1949.

### Posthumna izdanja
- Turner, Darwin T., ur. 1980. The Wayward and the Seeking: A Collection of Writings by Jean Toomer. Howard University Press. ISBN 9780882580142
- Jones, Robert B; Latimer, Margery Toomer, ur. 1988. The Collected Poems of Jean Toomer. University of North Carolina Press. Chapel Hill. ISBN 0-8078-4209-5
- Whalan, Mark, ur. 2006. The Letters of Jean Toomer, 1919–1924. University of Tennessee Press. ISBN 9781572334700

## Vanjske poveznice

### Djela
- Djela Jeana Toomera, Projekt Gutenberg (engleski)
- Audioknjige Toomerovih djela, LibriVox (engleski)
- Arhiv Toomerovih spisa i rukopisa, knjižnica Beinecke, Sveučilište Yale

### Profili
- Jean Toomer, Poetry Foundation (engleski)

### Akademski tekstovi
- Guberina, Petar. O crnačkoj poeziji, s naročitim obzirom na crnačku poeziju francuskog i engleskog izraza (PDF). Rad Jugoslavenske akademije znanosti i umjetnosti. JAZU. 308: 209–317